# Gieorgij Osipow
Gieorgij Iwanowicz Osipow (ros. Георгий Иванович Осипов, ur. 1906 w Twerze, zm. 18 kwietnia 1980 w Moskwie) – radziecki polityk, I sekretarz Komi Komitetu Obwodowego WKP(b)/KPZR (1948-1957), I sekretarz Mordwińskiego Komitetu Obwodowego KPZR (1958-1968).
1920-1928 w Armii Czerwonej, od 1927 w WKP(b), 1928-1933 funkcjonariusz państwowy i partyjny. Od 1933 w wydziale politycznym sowchozu na Dalekim Wschodzie, I sekretarz rejonowego komitetu WKP(b) w obwodzie nadmorskim (obecnie Kraj Nadmorski), 1939-1942 II sekretarz Ussuryjskiego Komitetu Obwodowego WKP(b), 1942-1943 słuchacz wyższej szkoły partyjnych organizatorów przy KC WKP(b), potem sekretarz odpowiedzialny Zarządu Kadr KC WKP(b) i inspektor tego zarządu. Od listopada 1947 II sekretarz, a od 25 grudnia 1948 do 23 marca 1957 I sekretarz Komi Komitetu Obwodowego WKP(b)/KPZR, od 14 października 1952 do 17 października 1961 członek Centralnej Komisji Rewizyjnej KPZR. Od stycznia 1958 do 3 marca 1968 I sekretarz Mordwińskiego Komitetu Obwodowego KPZR, 1959 zaocznie ukończył Wyższą Szkołę Partyjną przy KC KPZR, od 31 października 1961 do 30 marca 1971 zastępca członka KC KPZR, od 1968 do śmierci członek Komitetu Kontroli Partyjnej przy KC KPZR. Deputowany do Rady Najwyższej ZSRR od 3 do 7 kadencji. Odznaczony dwoma Orderami Lenina i Orderem Wojny Ojczyźnianej II klasy. Pochowany na Cmentarzu Nowodziewiczym.